# IPDirector
IPDirector és un conjunt de programari de gestió de contingut desenvolupat per l'empresa belga EVS Broadcast Equipment. L'eina agrupa diverses aplicacions de gestió de producció de vídeo, proporcionant control d'ingesta i reproducció de canals de vídeo des d'un servidor de vídeo acompanyat.
La combinació de programari i servidor de producció permet a les emissores gravar, controlar i reproduir mitjans. A més, també s'inclouen funcions de control d'ingesta, gestió de flux de treball, gestió de metadades, edició sobre la marxa i control de reproducció.
Desenvolupat originalment per a la producció esportiva, el XT3 es troba sovint en camions de retransmissió exterior que cobreixen molts esdeveniments esportius com ara la Copa del Món de la FIFA, la Copa del Món de la IFAF, MotoGP i els Jocs Olímpics. El producte també es pot trobar contribuint a programes d'emissores com NBC, France 2, CCTV, BBC. RTVE i altres.
S'executa en una estació de treball de Microsoft Windows, la suite IPDirector permet a tots els membres d'un equip de producció compartir contingut, edicions i metadades. La suite de programari es pot utilitzar amb editors de tercers i simplifica la transferència de suports a eines de postproducció o a un sistema d'arxiu .